# Дерешевич, Генрик
Генрик Дерешевич (пол. Henryk Deresiewicz; 18 ноября 1914, Краков — 24 мая 1945, Ляс Стоцкий) — польский военный, офицер коммунистической госбезопасности. Участник Второй мировой войны, просоветского партизанского движения и подавления антикоммунистического повстанчества. Убит в бою с партизанами Армии Крайовой.

## Учёба и война
Родился в семье Романа и Фелиции Дерешевич. Учился на юриста в Ягеллонском университете. В 1937 окончил военное училище в Познани. Участвовал в боях с немцами в сентябре 1939.

## В органах безопасности
В июне 1942 примкнул к прокоммунистической Армии Людовой. После вступления в Польшу советских войск поступил на службу в силовые структуры Польского комитета национального освобождения, в котором доминировала коммунистическая ППР, ориентированная на СССР. В июле-сентябре 1944 Генрик Дерешевич — офицер милиции в Краснике. С сентября 1944 — в Министерстве общественной безопасности (МОБ).
Зимой 1945 капитан Дерешевич стал заместителем начальника отдела в люблинском управлении МОБ. Специализировался на «борьбе с бандитизмом» — подавлении антикоммунистического партизанского движения Армии Крайовой. Служил под руководством известного своей жестокостью начальника следственного отдела люблинского управления МОБ Адама Хумера.

## Гибель в бою с партизанами
24 мая 1945 сводное соединение МОБ и милиции численностью 82 человек под командованием Дерешевича близ деревни Ляс Стоцкий вступило в бой с партизанским отрядом АК под командованием Мариана Бернацяка (180 человек). Победу одержали партизаны, Дерешевич в бою был убит. 
Похоронен на кладбище в Люблине.